# Episacus pilosicollis
Episacus pilosicollis är en skalbaggsart som beskrevs av Waterhouse 1880. Episacus pilosicollis ingår i släktet Episacus och familjen långhorningar. Inga underarter finns listade i Catalogue of Life.